# Conchocarpus ucayalinus
Conchocarpus ucayalinus là một loài thực vật có hoa trong họ Cửu lý hương. Loài này được (Huber) Kallunki & Pirani mô tả khoa học đầu tiên năm 1998.